# Radcliffe on Trent
Radcliffe on Trent – wieś w Anglii, w hrabstwie Nottinghamshire, w dystrykcie Rushcliffe. Leży 7 km na wschód od miasta Nottingham i 172 km na północ od Londynu. Miejscowość liczy ok. 8000 mieszkańców.